# Atosiban
Atosiban  ist ein Arzneistoff aus der Gruppe der Tokolytika, der zur Unterdrückung der Wehentätigkeit (Tokolyse) eingesetzt wird. Er ist damit eine Alternative zu Fenoterol und Nifedipin (off label).

## Klinische Angaben

### Anwendungsgebiete (Indikationen)
Der Wirkstoff Atosiban ist indiziert zur Hinauszögerung einer drohenden Frühgeburt bei Schwangeren, wenn folgende Kriterien erfüllt sind:
- Regelmäßige Uterus-Kontraktionen mit einer Dauer von mindestens 30 Sekunden und einer Häufigkeit von ≥ 4 pro 30 Minuten.
- Öffnung des Muttermunds auf eine Weite von 1–3 cm (0–3 bei Erstgebärenden) und Cervixverstreichung ≥ 50 %.
- Alter ≥ 18 Jahre.
- Schwangerschaft in der 24.–33. abgeschlossenen Schwangerschaftswoche.
- Normale Herzfrequenz des Fetus.[2]

### Gegenanzeigen (Kontraindikationen)
Der Wirkstoff  darf nicht bei Patientinnen angewendet werden, die möglicherweise überempfindlich (allergisch) gegen Atosiban sind. Bei Frauen vor der 24. beziehungsweise nach der 33. Schwangerschaftswoche oder Frauen mit einem  vorzeitigen Blasensprung, Blutung aus der Gebärmutter, Eklampsie  (gefährliche Erkrankung am Ende der Schwangerschaft, die durch Toxine im Blut verursacht wird), Präeklampsie (Erkrankung, die zu Eklampsie führen kann) oder Problemen mit der Plazenta darf Atosiban ebenfalls nicht angewendet werden.

## Pharmakologische Eigenschaften

### Wirkungsmechanismus (Pharmakodynamik)
Atosiban ist ein kompetitiver Antagonist am Oxytocinrezeptor. Die Potenz von Atosiban am humanen Oxytocinrezeptor ist geringer als die von Oxytocin, und es ist nicht selektiv. Nach Bindung wird die Kontraktionsfrequenz und der Tonus der Uterusmuskulatur gesenkt, woraus eine Unterdrückung der Wehentätigkeit resultiert. Atosiban bindet mit größerer Affinität an den humanen Vasopressin-V1a-Rezeptor, an dem es die Wirkung von Vasopressin hemmt.
Atosiban wirkt damit der Wehentätigkeit entgegen und sorgt für eine Ruhigstellung des Uterus. Bei vergleichenden Studien mit β-Sympathomimetika zeigte Atosiban vergleichbare Wirkung, wobei kardiovaskuläre Effekte nicht beobachtet wurden. Mit der empfohlenen Dosierung kann eine Ruhigstellung für bis zu 12 Stunden erreicht werden.

## Chemisch-pharmazeutische Informationen
Atosiban ist der Internationale Freinamen (INN) für 1-(3-Mercaptopropionyl)-2-(d-4-ethoxyphenylalanyl)-4-l-threonin-8-l-ornithin-oxytocin – ein synthetisches Strukturanalogon des körpereigenen Neuropeptids Oxytocin – und wird parenteral als Atosibanacetat verabreicht.

## Fertigarzneimittel
Tractocile (Ferring)